# Bermellón
El bermellón, ocasionalmente llamado bermejón, es un color rojo anaranjado, de saturación intensa, que responde a la coloración del polvo de cinabrio artificial denominado también «bermellón» (sulfuro de mercurio obtenido por sublimación). En la ficha se da una muestra del color específico de esta sustancia.
También se ha llamado «bermellón» al cinabrio mismo.
El pigmento bermellón natural es de color naranja rojizo opaco, y resulta de pulverizar el mineral cinabrio. Químicamente es, al igual que el bermellón artificial, sulfuro de mercurio (HgS). Como todo compuesto de mercurio, es tóxico (véase envenenamiento por mercurio).
Denominación en el Índice internacional del color
- Pigment Red 106, PR 106
- CI 77766[2]

El uso del término «bermellón» en castellano data del año 1423.

## Historia

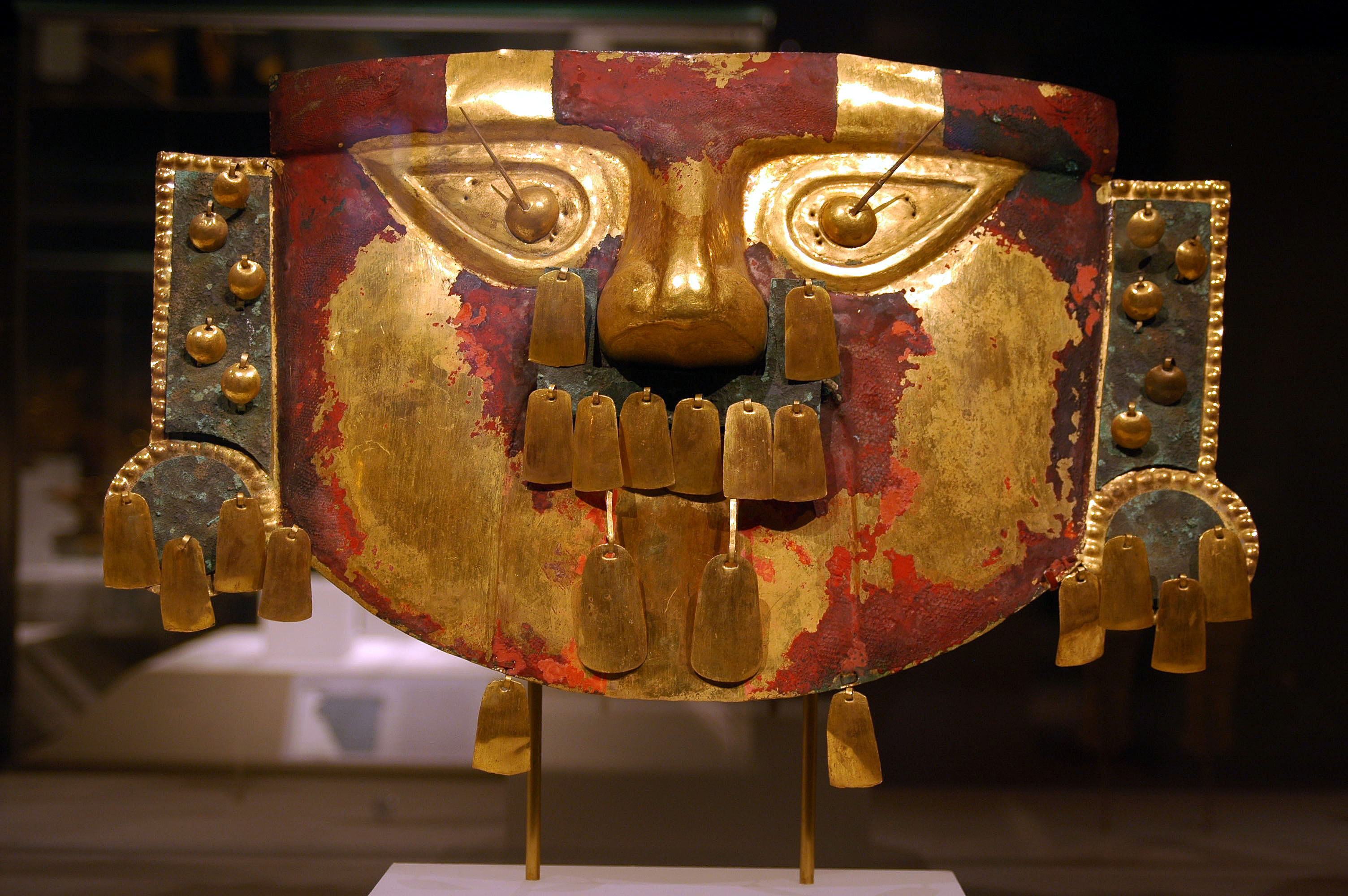
Máscara funeraria de oro con enchapado de cobre, proveniente de Lambayeque (Perú), que conserva parte de una capa de bermellón de cinabrio. Data de los siglos X a XI.

Hay evidencias del uso prehistórico del cinabrio como pigmento en España, en las pinturas rupestres cercanas a Almadén. También fue utilizado para colorear y preservar restos óseos humanos hace cerca de 5 000 años, como lo atestigua el hallazgo realizado en el dolmen La Velilla, en Palencia, España. En China se usó desde el segundo milenio a. C. Fue conocido también por los 	
antiguos griegos y romanos; Plinio el Viejo asentó que se había vuelto tan caro que el precio tuvo que ser fijado por el gobierno romano. En la América precolombina también se usó el polvo de cinabrio para decorar superficies y colorear restos humanos.
La síntesis del bermellón a partir de azufre y mercurio pudo haber sido inventada por los chinos, y divulgada por las técnicas de los alquimistas; la primera descripción conocida del proceso data del siglo VIII.
En los primeros manuscritos iluminados europeos, hacia el siglo XI, encontramos al bermellón usado con parquedad, debido a su prohibitivo precio, ya que durante la Edad Media se pintaba solo con bermellón natural; pero hacia el siglo XIV la técnica de preparación del bermellón se difunde por Europa, y hacia principios del siglo XV este pigmento ya se emplea generosamente en los manuscritos.
El pintor del primer Renacimiento Cennino Cennini escribió que el bermellón con el que estaba familiarizado se preparaba artificialmente, pero solía ser adulterado mediante adición de minio o de ladrillo molido, por lo que recomendaba comprarlo en bloques enteros, pues al adquirirlo en polvo no se podía tener la seguridad de que no había sido falsificado.
Inicialmente el bermellón se elaboró mediante el método seco, que producía un mineral negro —llamado «etíope»— que viraba al rojo al ser pulverizado finamente con la adición de agua; este era el bermellón de los tiempos de Cennini. Más tarde los holandeses introdujeron la técnica de sublimación por calentamiento, que daba directamente un material rojo, aunque algo purpúreo, al igual que el que resultaba del método anterior. En 1687 se descubrió el método húmedo, donde el mineral se calienta en una solución de sulfuro de amonio o de potasio, simplificando el proceso y dando como resultado un bermellón de color rojo anaranjado. Desde entonces casi todo el bermellón de los países occidentales se ha fabricado según este método.
El bermellón fue el rojo más importante en pintura hasta la aparición de su sustituto moderno, el rojo de cadmio, lo que también terminó con un ocasional problema del bermellón: que se oscurecía al contacto con el aire.

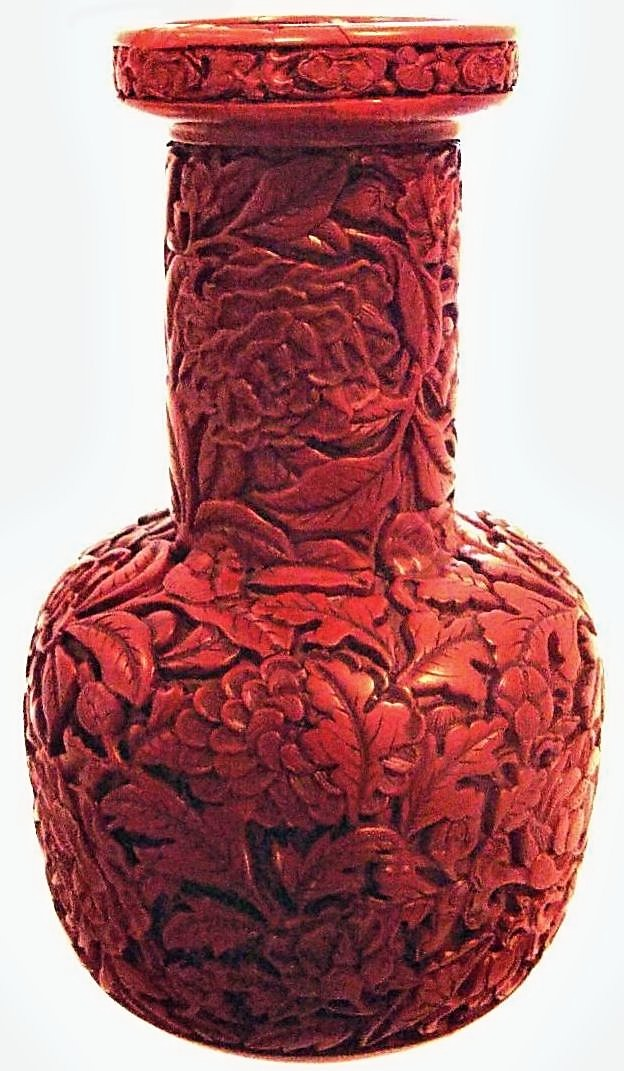
Vaso chino de laca del período Yongle (siglo XV). Esta laca roja es la combinación de una resina vegetal y bermellón.

## Bermellón de China
El bermellón de China se denomina así porque Occidente lo importó durante siglos de esa región. A pesar de que en Europa se fabricaba bermellón, el de China era considerado el más hermoso y el más puro. Su color tendía ligeramente al púrpura, a diferencia del bermellón europeo.
En China, la técnica para elaborar bermellón artificial pudo haber sido descubierta y luego perfeccionada por los antiguos alquimistas de aquella región. Alrededor del siglo VII, algunas prácticas taoístas para prolongar la vida y adquirir la inmortalidad requerían de hecho la ingestión de bermellón, para lo cual había preparaciones de este pigmento en forma de elixir. Incluso los emperadores tomaban dosis de bermellón «medicinal», a pesar de que se sospechaba que era tóxico.
En la cultura china histórica, el bermellón tuvo un lugar importante. El color rojo simbolizó durante mucho tiempo la autoridad política y sus orígenes celestiales —antes de que el amarillo ocupara ese lugar—, y también se utilizó para repeler males y demonios. El bermellón participaba del color rojo y también simbolizaba el fuego, el sol y el principio «gran yang», de allí su empleo en elixires alquímicos de la inmortalidad. Históricamente existieron términos para describir su color independientemente de otros tonos de rojo, tal como ocurrió en Occidente.
En el arte tradicional chino, la pasta que se usa para estampar con los sellos chinos es de bermellón, y este es también el pigmento que le da su hermoso color rojo a los objetos laqueados.

### Nombres en otros idiomas
- En inglés: Chinese vermilion
- En francés: chu sha; cinobra; sulfure de mercure[13]

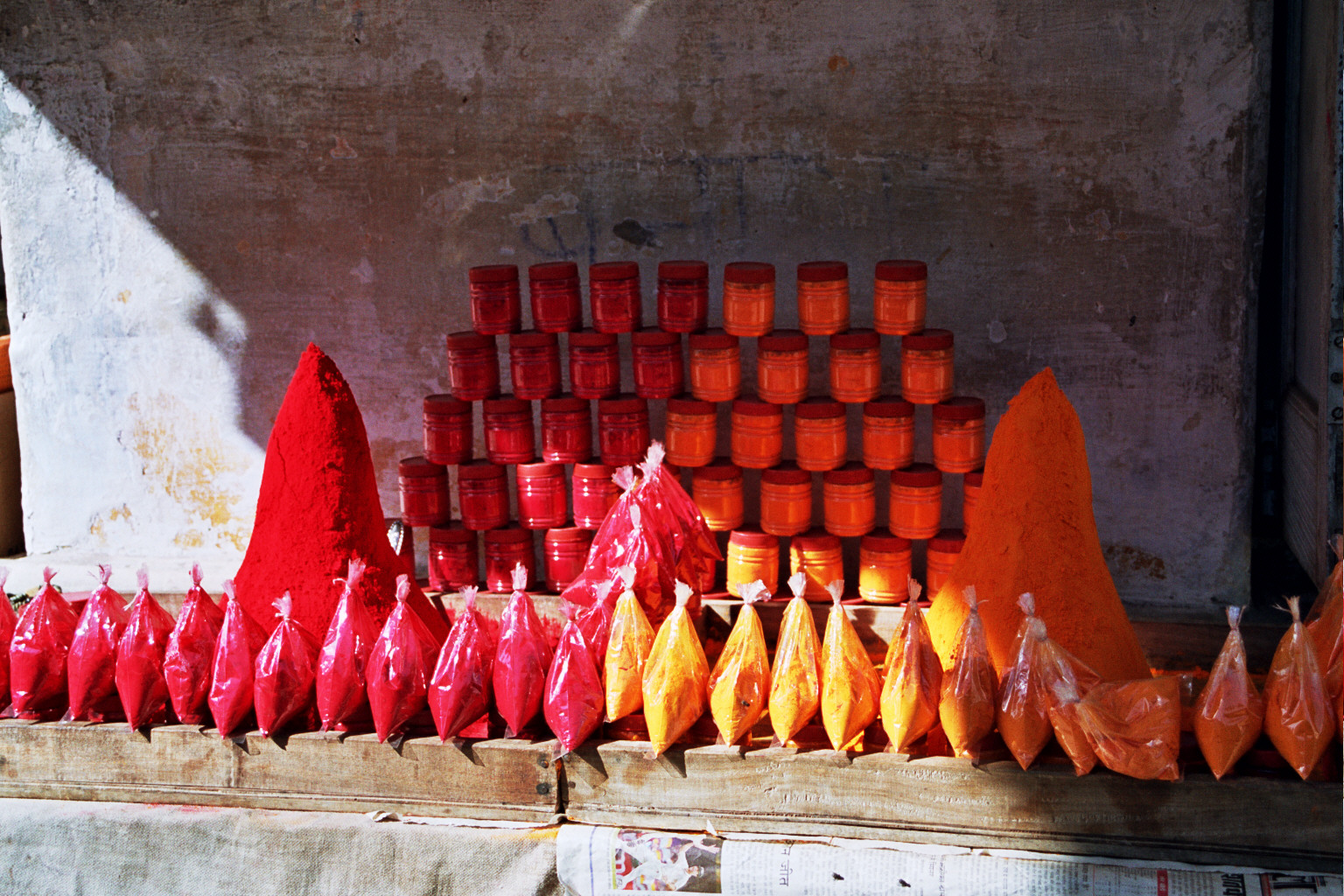
Venta de pigmento bermellón en Pushkar, Rajastán, India

- En catalán: Vermell Xina

## Otros usos tradicionales

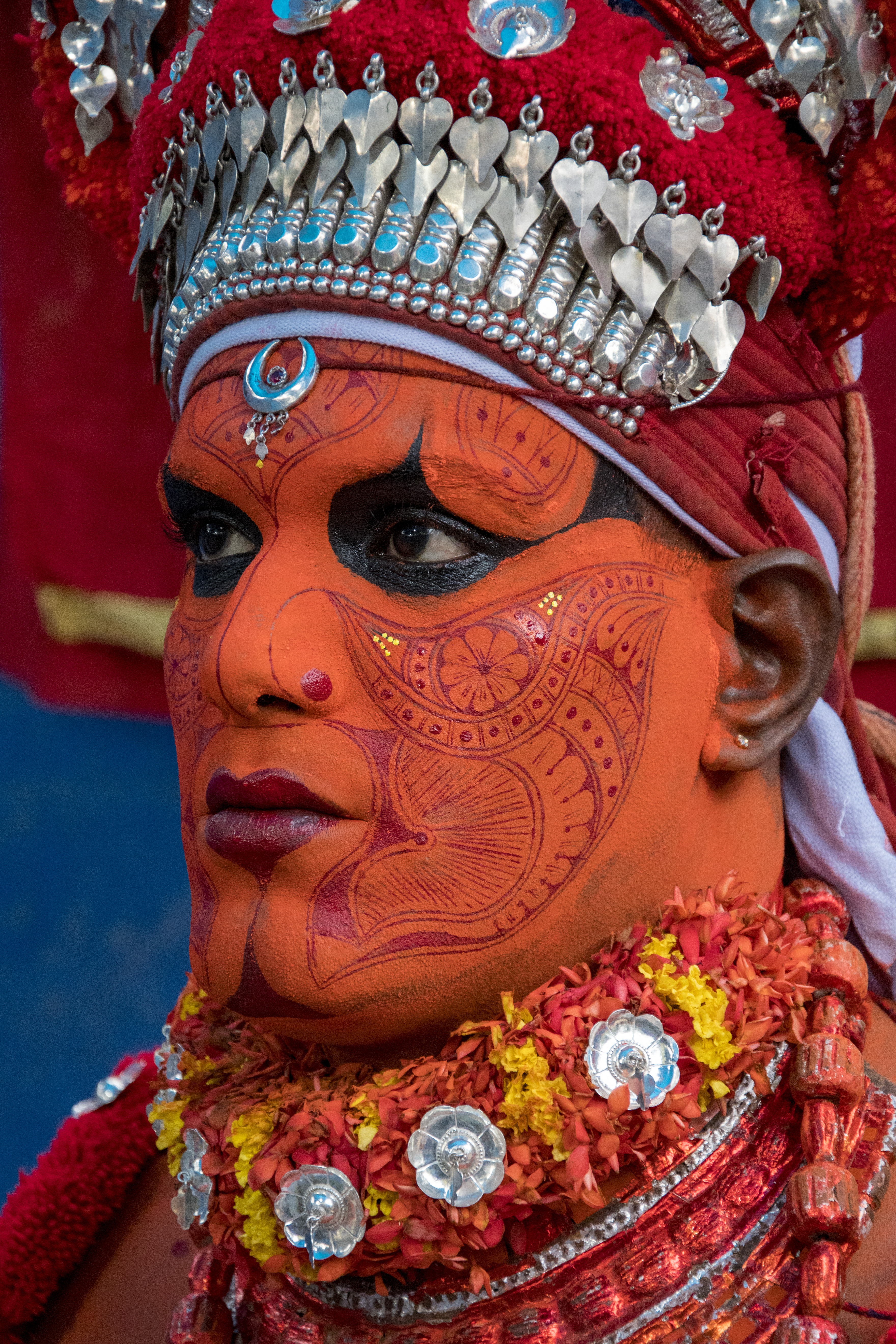
Theyyam of Kerala

En la India, es una práctica común entre las mujeres casadas de las culturas brahmánicas aplicar una fina línea de bermellón (llamado sindoor), en el medio de la raya del peinado, como señal de su matrimonio.

## El bermellón pictórico actual
Como se ha dicho, el bermellón para pintura artística ha sido sustituido prácticamente en su totalidad por rojo de cadmio, de modo que su color no corresponde necesariamente al de los pigmentos de bermellón históricos.
Debajo se proporcionan muestras de dos tonos de bermellón que suelen encontrarse en las pinturas para artistas.
|            | Bermellón de Holanda | Bermellón de China |
| HTML       | #E62E11              | #B21A27            |
| CMYK       | (0, 90, 100, 0)      | (30, 100, 90, 0)   |
| RGB        | (230, 46, 17)        | (178, 26, 39)      |
| HSV        | (8°, 93 %, 90 %)     | (355°, 85 %, 70 %) |
| Referencia | [ 14 ]               | [ 14 ]             |